# Giovanni da Valente
Giovanni da Valente (Gênes, 1280 – Gênes, 1360) est le troisième doge de la république de Gênes.

## Biographie
Après la mort de son prédécesseur, Giovanni da Murta, s'ensuivit une brève crise de succession.
Les «  popolani » soutenus par Luchino Fieschi s'opposent aux « patriciens » et aux partisans de l'ancien doge qui soutiennent son fils, Tommaso da Murta. Finalement Giovanni Valente jugé comme un candidat de compromis a été élu le 9 janvier 1350.
Giovanni da Valente abandonne la politique étrangère de son prédécesseur et essaie d'expulser entièrement les Vénitiens de la mer Noire,
ainsi la tension entre Gênes et Venise dégénère en guerre ouverte. Chaque marine pille les flottes marchandes de la partie adverse en Méditerranée orientale. Venise conclut une alliance avec Byzance et le Royaume d'Aragon, obligeant les génois à solliciter le soutien de l'Empire ottoman.
Le 17 novembre 1350, pour payer les frais de la guerre, la république de Gênes contracte un emprunt forcé 300 000 lires à un intérêt de 10 % auprès d'une association des créanciers connus sous le nom « Compera imposita per gerra Venetorum »,.
Le 9 mars 1352, la flotte génoise sous le commandement de Paganino Doria remporte une victoire navale contre la coalition près de Constantinople. L'année suivante, en août 1353, près de Alghero (Sardaigne), la marine génoise, sous le commandement d'Antonio Grimaldi est écrasée par celle des Vénitiens.
Les approvisionnements vitaux de Gênes ne peuvent plus être assurés et la révolte gronde. Face à la menace d'une nouvelle guerre civile et à la perspective d'une invasion étrangère, le Conseil fait appel au soutien des Visconti de Milan.
Le doge Giovanni da Valente perd tout pouvoir exécutif et doit démissionner de son dogat le 8 octobre 1353 et le poste devient vacant,.
Giovanni da Valente est mort sept ans plus tard et est enterré en l'église de San Bartolomeo dell'Olivella à Gênes.

## Crédit d'auteurs
- (en) Cet article est partiellement ou en totalité issu de l’article de Wikipédia en anglais intitulé « Giovanni II Valente » (voir la liste des auteurs).